# 海洋警察庁装備品一覧
海洋警察庁装備品一覧（かいようけいさつちょうそうびひんいちらん）は、大韓民国の海洋警察庁が保有する装備品の一覧である。

## 保有数

### 艦艇
『2019年海洋警察白書』によると2018年現在、警備艦艇と特殊艦艇を合わせて計331隻の艦艇を保有している。
大型警備艦
- 5000トン級 - 2隻
- 3000トン級 - 12隻
- 1500トン級 - 12隻
- 1000トン級 - 9隻

中型警備艦
- 500トン級 - 15隻
- 300トン級 - 22隻
- 250トン級 - 2隻

小型警備艇
- 100／200トン級 - 28隻
- 50トン級 - 82隻

特殊艦艇
- 刑事機動艇 - 18隻
- 沿岸救助艇（巡察艇） - 69隻
- 消防艇 - 1隻
- 防災艇 - 42隻
- 曳引艇 - 7隻
- 空気浮揚艇 - 8隻
- 訓練艦 - 1隻
- 潜水支援艦 - 1隻

### 航空機
『2019年海洋警察白書』によると、合計24機の航空機を保有している。
固定翼機 - 6機
- CL-604（チャレンジャー号） - 1機
- CN-235 - 4機
- C-212 - 1機

回転翼機 - 18機
- AW-139 - 2機
- S-92 - 2機
- AS-565MB（パンテル） - 5機
- Ka-32C - 8機
- ベル 412 - 1機

## 装備品の一覧

### 艦艇
大型警備艦
- 5000トン級
  - 5001艦（参峰艦）
  - 5002艦（李清好艦） - 2016年6月23日就役（西帰浦海洋警備安全署(※就役時の所属部署。以下同じ)）[1]
- 3000トン級
  - 3003艦（太平洋3号）
  - 3006艦（太平洋6号） - 2005年12月20日就役（済州海洋警察署）[2]
  - 3007艦（太平洋7号） - 2006年8月28日就役（東海海洋警察署）[3]
  - 3008艦（太平洋8号） - 2008年4月23日就役（木浦海洋警察署）[4]
  - 3010艦（太平洋10号） - 2010年8月26日就役（群山海洋警察署）[5]
  - 3012艦（朱雀艦） - 2012年9月24日就役（済州海洋警察署）[6]
  - 3013艦（太平洋13号） - 2015年11月24日就役（群山海洋警備安全署）[7]
  - 3015艦（太平洋15号） - 2016年3月24日就役（木浦海洋警備安全署）[8]
- 1500トン級
  - 1502艦（済民2号） - 1996年3月26日就役（済州海洋警察署）[9]
  - 1506艦（済民6号） - 2004年11月23日就役（木浦海洋警察署）[10]
  - 1507艦（済民7号） - 2004年12月21日就役（泰安海洋警察署）[11]
  - 1508艦（済民8号） - 2005年10月25日就役（東海海洋警察署）[12]
  - 1509艦（済民9号） - 2007年3月20日就役（木浦海洋警察署）[13]
  - 1510艦（済民10号） - 2007年11月15日就役（浦項海洋警察署）[14]
  - 1511艦（済民11号） - 2008年10月30日就役（西帰浦海洋警察署）[15]
  - 1512艦（済民12号） - 2011年4月14日就役（東海海洋警察署）[16]
  - 1513艦（済民13号） - 2012年8月9日就役（東海海洋警察署）[17]
- 1000トン級
  - 1001艦（漢江1号） - 2012年4月4日就役（群山海洋警備安全署）[18]
  - 1002艦（漢江2号） - 2012年3月7日就役（仁川海洋警察署）[19]
  - 1005艦（漢江5号） - 2015年8月11日就役（統営海洋警備安全署）[20]
  - 1008艦（漢江8号） - 2004年4月9日就役（浦項海洋警備安全署）[21]
  - 1009艦（漢江9号） - 2009年2月23日就役（蔚山海洋警察署）[22]
  - 1010艦（漢江10号） - 2012年4月19日就役（統営海洋警察署）[23]

中型警備艦
- 500トン級
  - 502艦（太極2号） - 2010年10月13日就役（仁川海洋警察署）[24]
  - 503艦（太極3号） - 2011年12月2日就役（仁川海洋警察署）[25]
  - 505艦（太極5号） - 2009年3月19日就役（束草海洋警察署）[26]
  - 506艦（太極6号） - 2012年6月21日就役（西帰浦海洋警察署）[27]
  - 507艦（太極7号） - 2013年12月11日就役（浦項海洋警察署）[28]
  - 508艦（太極8号） - 2008年7月16日就役（麗水海洋警察署）[29]
  - 509艦（太極9号） - 2008年12月5日就役（束草海洋警察署）[30]
  - 510艦（太極10号） - 2008年12月5日就役（束草海洋警察署）[31]
  - 511艦（太極11号） - 2009年12月3日就役（統営海洋警察署）[32]
  - 512艦（太極12号） - 2010年6月17日就役（統営海洋警察署）[33]
  - 513艦（太極13号） - 2010年7月29日就役（木浦海洋警察署）[34]
  - 515艦（太極15号） - 2010年10月12日就役（統営海洋警察署）[35]
  - 516艦（太極16号） - 2011年11月9日就役（東海海洋警察署）[36]
  - 517艦（太極17号） - 2012年3月29日就役（麗水海洋警察署）[37]
  - 518艦（太極18号） - 2019年7月18日就役（西海五道特別警備団）[38]
  - 519艦（太極19号） - 2019年7月25日就役（莞島海洋警察署）[39]
  - 520艦（太極20号） - 2019年10月31日就役（浦項海洋警察署）[40]
  - 522艦（太極22号） - 2019年12月27日就役（莞島海洋警察署）[41]
  - 523艦（太極23号） - 2019年12月5日就役（西海五道特別警備団）[42]
- 300トン級
  - 307艦（ペガム山号） - 2002年10月5日就役（統営海洋警察署）[43]
  - 308艦（ヘウリ8号） - 2009年2月12日就役（統営海洋警察署）[44]
  - 309艦（ヘウリ9号） - 2009年4月9日就役（東海海洋警察署）[45]
  - 310艦（ヘウリ10号） - 2009年3月17日就役（木浦海洋警察署）[46]
  - 311艦（ヘウリ11号） - 2009年4月20日就役（仁川海洋警察署）[47]
  - 312艦（ヘウリ12号） - 2009年12月30日就役（仁川海洋警察署）[48]
  - 313艦（ヘウリ13号） - 2010年2月25日就役（泰安海洋警察署）[49]
  - 315艦（ヘウリ15号） - 2010年4月20日就役（群山海洋警察署）[50]
  - 316艦（ヘウリ16号） - 2011年5月12日就役（蔚山海洋警察署）[51]
  - 317艦（ヘウリ17号） - 2011年6月23日就役（麗水海洋警察署）[52]
  - 318艦（ヘウリ18号） - 2011年7月27日就役（平沢海洋警察署）[53]
  - 320艦（ヘウリ20号） - 2012年3月28日就役（泰安海洋警察署）[54]
  - 321艦（ヘウリ21号） - 2013年6月5日就役（群山海洋警察署）[55]
  - 322艦（ヘウリ22号） - 2013年10月11日就役（群山海洋警察署）[56]
  - 323艦（ヘウリ23号） - 2014年11月6日就役（莞島海洋警察署）[57]
- 250トン級

小型警備艇
- 200トン級
  - 201艇（ヘウリ51号） - 2017年10月25日就役（西帰浦海洋警察署）[58]
  - 202艇（ヘウリ52号） - 2018年3月29日就役（東海海洋警察署）[59]
- 100トン級
- 50トン級
  - P-01艇 - 2013年7月30日就役（昌原海洋警察署）[60]
  - P-02艇 - 2012年5月2日就役（蔚山海洋警察署）[61]
  - P-03艇 - 2012年7月23日就役（統営海洋警察署）[62]
  - P-08艇 - 2016年12月2日就役（麗水海洋警備安全署）[63]
  - P-11艇 - 2007年5月3日就役（東海海洋警察署）[64]
  - P-12艇 - 2005年6月23日就役（仁川海洋警察署）[65]
  - P-27艇 - 2006年1月13日就役（統営海洋警察署）[66]
  - P-28艇 - 2006年6月13日就役（浦項海洋警察署）[67]
  - P-51艇 - 2007年3月22日就役（済州海洋警察署）[68]
  - P-52艇 – 2007年10月2日就役（釜山海洋警察署）[69]
  - P-53艇 – 2007年11月30日就役（統営海洋警察署）[70]
  - P-55艇 - 2006年12月8日就役（麗水海洋警察署）[71]
  - P-56艇 - 2006年12月27日就役（莞島海洋警察署）[72]
  - P-58艇 - 2006年1月13日就役（統営海洋警察署）[73]
  - P-59艇 - 2006年4月14日就役（仁川海洋警察署）[74]
  - P-60艇 - 2006年12月13日就役（東海海洋警察署）[75]
  - P-62艇 - 2007年3月22日就役（麗水海洋警察署）[76]
  - P-63艇 - 2012年5月31日就役（釜山海洋警察署）[77]
  - P-65艇 – 2007年3月5日就役（浦項海洋警察署）[78]
  - P-66艇 - 2013年5月15日就役（莞島海洋警察署）[79]
  - P-80艇 - 2004年11月12日就役（浦項海洋警察署）[80]
  - P-83艇 - 2006年4月27日就役（浦項海洋警察署）[81]
  - P-87艇 - 2004年1月15日就役（莞島海洋警察署）[82]
  - P-93艇 - 2006年9月5日就役（浦項海洋警察署）[83]
  - P-95艇 - 2006年11月30日就役（浦項海洋警察署）[84]
  - P-97艇 - 2006年6月16日就役（東海海洋警察署）[85]
  - P-98艇 - 2006年11月2日就役（麗水海洋警察署）[86]
  - P-99艇 - 2007年10月22日就役（泰安海洋警察署）[87]
  - P-100艇 - 2012年8月6日就役（仁川海洋警察署）[88]
  - P-101艇 - 2012年10月10日就役（統営海洋警察署）[89]
  - P-102艇 - 2013年4月18日就役（統営海洋警察署）[90]
  - P-106艇 - 2013年2月20日就役（釜山海洋警察署）[91]
  - P-107艇 - 2014年4月15日就役（泰安海洋警察署）[92]
  - P-108艇 - 2014年12月10日就役（平沢海洋警備安全署）[93]
  - P-109艇 - 2016年12月19日就役（平沢海洋警備安全署）[94]
  - P-110艇 - 2017年8月25日就役（平沢海洋警察署）[95]
  - P-111艇 - 2017年6月27日就役（泰安海洋警備安全署）[96]
  - P-112艇 - 2017年4月26日就役（莞島海洋警備安全署）[97]

特殊艦艇
- 刑事機動艇
  - P-113艇 - 2019年6月25日就役（西帰浦海洋警察署）[98]
  - P-117艇 - 2019年5月15日就役（束草海洋警察署）[99]
  - P-118艇 - 2020年6月24日就役（東海海洋警察署）[100]
  - P-120艇 - 2020年9月29日就役（群山海洋警察署）[101]
  - P-126艇 - 2001年11月就役（麗水海洋警察署）[102]
  - P-128艇 - 2002年8月就役（莞島海洋警察署）[103]
  - P-130艇 - 2004年11月9日就役（泰安海洋警察署）[104]
  - P-135艇 - 2005年10月12日就役（昌原海洋警察署）[105]
- 沿岸救助艇（巡察艇）
  - S-08艇 - 2020年5月20日就役（束草海洋警察署）[106]
  - S-13艇 - 2020年5月28日就役（東海海洋警察署）[107]
  - S-22艇 - 2020年6月26日就役（釜山海洋警察署）[108]
  - S-26艇 - 2020年9月24日就役（泰安海洋警察署）[109]
  - S-92艇 - 2018年1月10日就役（釜山海洋警察署）[110]
  - S-93艇 - 2018年1月9日就役（釜山海洋警察署）[111]
  - S-96艇 - 2018年5月18日就役（群山海洋警察署）[112]
  - S-97艇 - 2018年4月24日就役（蔚山海洋警察署）[113]
  - S-99艇 - 2018年5月29日就役（東海海洋警察署）[114]
  - S-100艇 - 2018年5月11日就役（扶安海洋警察署）[115]
  - S-103艇 - 2018年6月27日就役（束草海洋警察署）[116]
  - S-110艇 - 2018年10月11日就役（麗水海洋警察署）[117]
  - S-112艇 - 2018年11月29日就役（東海海洋警察署）[118]
  - S-116艇 - 2018年11月15日就役（蔚山海洋警察署）[119]
  - S-117艇 - 2019年4月30日就役（蔚珍海洋警察署）[120]
  - S-119艇 - 2019年7月19日就役（扶安海洋警察署）[121]
  - S-122艇 - 2019年11月27日就役（束草海洋警察署）[122]
  - S-130艇 - 2019年11月19日就役（麗水海洋警察署）[123]
- 消防艇
- 防災艇
  - 防災5号艇 - 2009年9月4日就役（西帰浦海洋警察署）[124]
  - 防災6号艇 - 2011年12月29日就役（泰安海洋警察署）[125]
  - 防災7号艇 - 2014年3月26日就役（釜山海洋警察署）[126]
  - 防災8号艇 - 2017年3月14日就役（群山海洋警察署）[127]
  - 防災9号艇 - 2019年5月21日就役（泰安海洋警察署）[128]
  - 防災10号艇 - 2019年10月30日就役（保寧海洋警察署）[129]
  - 防災11号艇 - 2019年11月5日就役（統営海洋警察署）[130]
  - 防災15号艇 - 1997年11月14日就役（麗水海洋警察署）[131]
  - 防災19号艇 - 1999年8月11日就役（仁川海洋警察署）[132]
  - 防災21号艇 - 2002年4月8日就役（泰安海洋警察署）[133]
  - 防災22号艇 - 2011年11月9日就役（蔚山海洋警察署）[134]
  - 防災23号艇 – 2017年11月21日就役（平沢海洋警察署）[135]
  - 防災25号艇 – 2018年3月29日就役（木浦海洋警察署）[136]
  - 防災26号艇 – 2019年4月17日就役（麗水海洋警察署）[137]
  - 防災S-02号 – 2009年12月24日就役（統営海洋警察署）[138]
  - 防災S-03号 – 2010年1月27日就役（麗水海洋警察署）[139]
- 曳引艇
  - 曳引7号艇 - 2014年10月28日就役（仁川海洋警察署）[140]
- 空気浮揚艇
  - H-02号 – 2005年4月21日就役（仁川海洋警察署）[141]
  - H-08号 – 2012年11月21日就役（仁川海洋警察署）[142]
  - H-09号 – 2014年12月24日就役（仁川海洋警備安全署）[143]
- 潜水支援艦
  - D-01号 - 2018年2月23日就役（中央海洋特殊救助団）[144]
- 化学防災艦
  - 化学防災1艦 - 2018年10月23日就役（蔚山海洋警察署）[145]
  - 化学防災2艦 - 2018年10月24日就役（麗水海洋警察署）[146]
- 訓練艦
  - 3011艦（パダロ艦） - 2012年7月3日就役[147]

### 航空機
固定翼機
- CL-604（チャレンジャー号）
  - B701号機
- CN-235
  - 2011年6月6日就役（仁川海洋警察署）[148]
  - 2012年6月15日2機就役（南海地方海洋警察庁）[149]
- C-212
  - B702号機

回転翼機
- AW-139
  - B518号機 - 2011年12月9日就役（仁川海洋警察署）[150]
- S-92
  - B520号機 - 2017年11月10日就役（西海地方海洋警察庁）[151]
- AS-565MB（パンテル）
- Ka-32C
- ベル 412
  - B501号機